# Luftwaffensender Primadonna
Der Luftwaffensender Primadonna war im Zweiten Weltkrieg ein von der Luftwaffe zwischen 1944 und April 1945 betriebener Luftlagesender, mit einer Sendeleistung von 1,5 kW im Langwellenbereich zwischen 150 und 155 kHz, der die Bevölkerung in Nord-West-Deutschland über bevorstehende Luftangriffe warnte.

## Luftwaffensender
Die Luftwaffensender waren im Bereich der Jagddivisionen angesiedelt. Jede Division unterhielt zur Koordinierung der Jagd einen eigenen Sender:
- 1. Jagddivision (Mitte und Ost) den Luftwaffensender Horizont
- 2. Jagddivision (Norden) den Luftwaffensender Kreuzotter (eventuell auch Kreuzritter)
- 3. Jagddivision (West) den Luftwaffensender Primadonna
- 7. Jagddivision (Südwest) den Luftwaffensender Leander
- 8. Jagddivision (Südost) den Luftwaffensender Rosenkavalier

## Geschichte
Ab 1937 baute die Wehrmacht auf dem 424 Meter hohen Mönkeberg bei Kempen die Funksendezentrale 276. Sie diente dem Funkverkehr der Fliegerhorste in Detmold, Gütersloh, Paderborn, Lippstadt und Bad Lippspringe. 1943 baute sie ein schweres UKW-Funkfeuer, mit zum Teil fahrbaren MW-Sendern (Typ Berta) zwischen 1,5 kW und 20 kW, die an verschiedenen Standorten betrieben wurden und zur 3. Jagddivision gehörten, welche auf dem Militärflugplatz Deelen stationiert war.
Generalfeldmarschall Albert Kesselring leitete über den Sender den Westfeldzug. Ebenfalls von hier wurde am 27. Mai 1941 der Befehl an das Schlachtschiff Bismarck gesendet, sich selbst zu versenken. Dort und auf dem Mackenberg wurde der Sender am 27. Oktober 1943 eingerichtet, der auch über Drahtfunk sendete. Der Sender meldete Ende 1944 unter dem Decknamen „Primadonna“ die Luftlage bei feindlichen Einflügen, anfangs zu festen Zeiten und ab dem Sommer 1944 hin zu einer „Dauersendung“. Die normalen Sender stellten für diese Zeit den Sendebetrieb ein, um den einfliegenden Verbänden keine Orientierung zu bieten. Es wurde immer nur von einem Standort gesendet, dieser änderte sich allerdings durch die Kriegslage. In der meldungsfreien Zeit wurden Gong- oder Taktsignale gesendet. Die Sprecherinnen waren zumeist Wehrmachthelferinnen und die Sendung wurde in der Gaststätte Schalück in Rheda gesprochen. Die Nachrichten waren für die Regierungsstellen, Behörden, Archive und Schulen bestimmt. Es bestand eine Anweisung, dass ein Radiogerät im Eingangsbereich während der Dienstzeiten abgehört werden musste. Obwohl der Sender nicht für die Bevölkerung bestimmt war, konnten seine Luftlagemeldungen gut über die Rundfunkgeräte empfangen werden. Die Meldungen begannen immer mit dem einleitenden Stereotyp: „Achtung! Achtung! Primadonna meldet: starke Kampfverbände befinden sich im Anflug auf Heinrich-Richard 7“. Ausgestrahlt wurden Informationen zu feindlichen Einflügen wie Anzahl, Typen, Position, Höhe, Kurs und Geschwindigkeit der Maschinen. Die Koordinierung richtete sich nach der Jagdgradnetz-Meldekarte. Diese Quadrateinteilung sprach sich herum, sodass auch die Bevölkerung in Ostwestfalen und Nordhessen die Meldungen als Warnung verstehen konnte und sich daraufhin eine Drahtfunkkarte anfertigte. Mit alliierten Luftbasen auf dem europäischen Kontinent nahmen die Einsätze weiter zu, während ein deutscher Jagdschutz nicht mehr vorhanden war. Für die Landbevölkerung blieb der Sender Primadonna als einzige Möglichkeit zur Alarmierung; eine flächendeckende Ausstattung mit Sirenen gab es noch nicht. Die Zuverlässigkeit der Meldungen waren sprichwörtlich. Darin dürfte auch der Grund zu sehen sein, dass ab Januar 1945 mit der neuen Kennzeichnung „Primadonna II“ die ungeschönten Kriegsfakten des Senders, ohne Propaganda, in der der Bevölkerung Glauben geschenkt wurde und der Sender oft gesucht und gehört wurde. 

„Zu Hause angekommen stellte ich rasch den Sender ‚Primadonna‘ ein, es hieß etwa:‚Feindliche Bomberverbände über Lippstadt drehen auf Paderborn zu.‘ Die Städtenamen waren allerdings verschlüsselt. Paderborn hieß Konrad Siegfried 2. In dem Augenblick hörte man schon das dumpfe Dröhnen der Flugzeuge."“

 Sobald durch den von den Bombergeschwadern eingeschlagenen Kurs Zielräume erkennbar wurden, gab es in dem Planquadrat den Voralarm, was bedeutete, dass die feindlichen Flugzeuge mehr als 100 Kilometer entfernt waren und keine unmittelbare Gefahr bestand. Beim Hauptalarm hatten die Flugzeuge den 100-km-Radius unterschritten, es bestand nun akute Gefahr. Fliegeralarm oder auch Vollalarm wurden gegeben, wenn mit einem unmittelbaren Angriff gerechnet werden musste.
Nach dem Krieg wurden die Sende- und Empfangseinrichtungen demontiert und die Anlage stillgelegt. Von 1967 bis 1992 richtete die Bundeswehr auf dem Berg den Ausbildungsstützpunkt „Mönkeberg“ ein. Heute steht die Anlage, die im Besitz des Landes Nordrhein-Westfalen ist, leer. Eine Initiative, die Anlage als Resozialisierungsanstalt zu nutzen, ist gescheitert. Auf dem Mackenberg hingegen befindet sich noch heute der Sender Oelde.